# Pseudanophthalmus solivagus
Pseudanophthalmus solivagus är en skalbaggsart som beskrevs av Krekeler. Pseudanophthalmus solivagus ingår i släktet Pseudanophthalmus och familjen jordlöpare. Inga underarter finns listade i Catalogue of Life.